# 岳陽楼区
岳陽楼区（がくようろう-く）は中華人民共和国湖南省岳陽市に位置する市轄区。1996年3月16日、岳陽市南区と郊区が合併して成立した。

## 行政区画
- 街道：岳陽楼街道、三眼橋街道、呂仙亭街道、金鶚山街道、東茅嶺街道、五里牌街道、望岳路街道、城陵磯街道、楓橋湖街道、奇家嶺街道、梅渓街道、洛王街道、南湖街道、站前街道、王家河街道、求索街道、湖浜街道、竜山街道、月山街道
- 鎮：西塘鎮
- 郷：郭鎮郷、康王郷
- 金鳳橋管理処、木里港管理処